# Bismarck (película de 1940)
Bismarck es una película histórica alemana de 1940 dirigida por Wolfgang Liebeneiner y protagonizada por Paul Hartmann, Friedrich Kayßler y Lil Dagover.
El largometraje narra la vida del estadista prusiano Otto von Bismarck, retratado como un nacionalista alemán y un genio solitario que resiste al Reichstag para actuar en nombre del pueblo. Le siguió la secuela Die Entlassung en 1942, con Emil Jannings asumiendo el papel principal.
La obra fue realizada en los estudios Johannisthal de Berlín por Tobis Film, una de las principales compañías alemanas de la época. Se rodó en varios lugares relacionados con eventos históricos, incluidos Berlín, Viena, Bad Gastein, el Palacio de Babelsberg. y Plau am See en Mecklemburgo. Los decorados fueron diseñados por los directores artísticos Karl Machus y Erich Zander.

## Trama

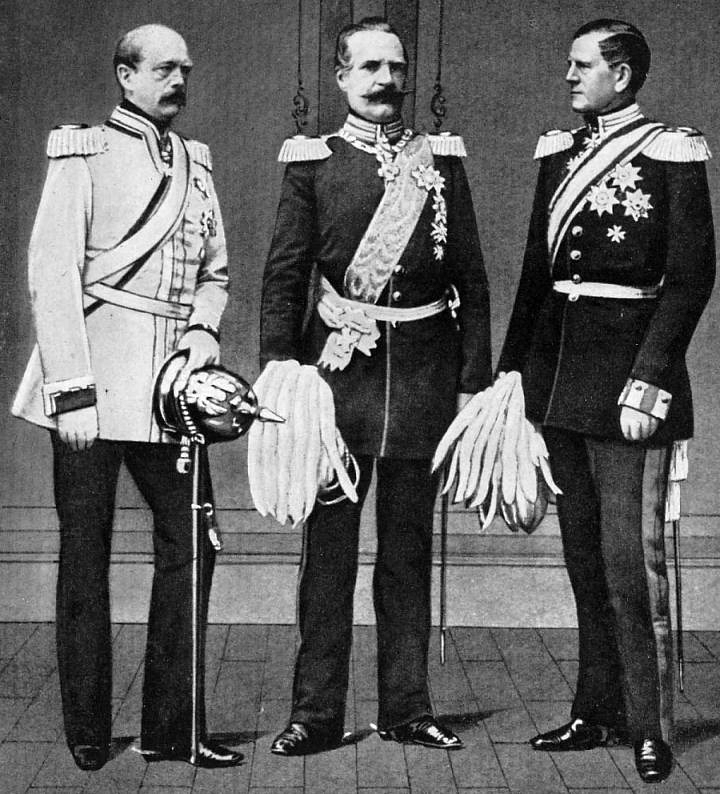
La convergencia del liderazgo en política y diplomacia por parte de Bismarck, a la izquierda; la reorganización del ejército y sus técnicas de entrenamiento por Albrecht von Roon (centro); y el rediseño de los principios operativos y estratégicos por Helmuth von Moltke (derecha) colocó a Prusia entre los estados más poderosos en los asuntos europeos después de la década de 1860.

La obra remite al deseo de unificación alemana del siglo XIX, que en aquel momento se veía amenazado desde varios ángulos: por los liberales, en el entorno del príncipe heredero Federico (que es presentado como un títere inglés) y por los franceses, que intentan anexionarse la orilla izquierda del Rin. La historia comienza en 1862, cuando el rey Guillermo I nombra a Bismarck jefe del gobierno prusiano. Con Alemania dividida en 35 entidades políticas diferentes y el poder transferido a varios principados, se presenta a la nación como un anhelo desesperado de unidad nacional. Francisco José I de Austria, que también desea la unidad, parece indiferente a la provincia del norte, su interés reside en afirmar el control sobre la Confederación Germánica. Guillermo I, incapaz de controlar el parlamento, está al borde de la abdicación. El príncipe heredero y su esposa inglesa desean la instalación de un gobierno al estilo británico que pueda socavar la unidad alemana. El último recurso del rey es el nombramiento de Bismarck como primer ministro. El primer acto político de Bismarck es disolver el parlamento prusiano tras la negativa de un líder de la oposición, Rudolf Virchow, a financiar la reforma militar y los planes de rearme. 
De 1864 a 1871, Bismarck libra varias guerras contra Dinamarca, Austria y Francia; de acuerdo con su principal principio político: Las cuestiones políticas más decisivas no se resuelven con debates y resoluciones parlamentarias, sino sólo con "Eisen und Blut" (hierro y sangre). La película concluye con la proclamación en 1871 de un nuevo Imperio alemán en el Salón de los Espejos de Versalles. Unida bajo el liderazgo de Prusia, la nueva nación posee una fuerte fuerza militar creada para resistir a vecinos poderosos y malévolos.
Las victorias de las fuerzas armadas se describen como obra de un gran hombre y la Batalla de Sadowa se considera obra exclusiva de Helmuth Karl Bernhard von Moltke. No hay recreaciones de los campos de batalla. 
La trama combina la historia con la propaganda de la era del Tercer Reich, como el intento de asesinato de Bismarck por parte de Ferdinand Cohen-Blind,a quien la película llama un "judío inglés", heroicamente detenido por Bismarck, ileso ante las balas. Habiendo pasado algunos años en Inglaterra, se cuestionan sus motivos y su lealtad a la preservación del Estado alemán. Al observar subrepticiamente el intento de un "judío malvado" de detener la unidad alemana, también hay un tema gemelo subyacente: la perturbación de la política alemana por parte de los ingleses. Bismarck cree que esto es una señal de Dios de que está destinado a unir a Alemania.

## Elenco
- Paul Hartmann como Otto von Bismarck
- Friedrich Kayßler como Guillermo I de Alemania
- Lil Dagover como Eugenia de Montijo
- Käthe Haack como Johanna von Puttkamer
- Maria Koppenhöfer como Augusta de Sajonia-Weimar-Eisenach
- Walter Franck como Napoleón III Bonaparte
- Ruth Hellberg como Victoria del Reino Unido (1840-1901)
- Werner Hinz como Federico III de Alemania
- Margret Militzer como condesa Marie von Bismarck
- Karl Schönböck como Francisco José I de Austria
- Günther Hadank como Helmuth Karl Bernhard von Moltke
- Hellmuth Bergmann como Albrecht von Roon
- Karl Haubenreißer como Dr. Rudolf Virchow
- Otto Gebühr como Juan I de Sajonia
- Jaspar von Oertzen como Federico Carlos de Prusia
- Harald Paulsen como Vincent Benedetti
- Karl Meixner como Ludwig Loewe
- Hans Junkermann como Friedrich von Wrangel
- Otto Graf como Robert von Keudell
- Franz Schafheitlin como Richard von Metternich
- Bruno Hübner como Bernhard von Rechberg
- Paul Hoffmann como conde von Blome
- Otto Stoeckel como Friedrich Ferdinand von Beust
- Otto Below como Lothar Bucher
- Eduard von Winterstein como Albrecht Gustav von Manstein
- Karl Fochler como Alajos Károlyi
- Wilhelm P. Krüger como Kuhn

## Producción
La idea de la película surgió del jefe de producción de Tobis, Ewald von Demandowsky, que intentaba cumplir con ello los deseos del Ministro de Propaganda del Reich, Joseph Goebbels.
La película fue creada y estrenada durante la época del pacto Ribbentrop-Mólotov y la ocupación de Polonia por Alemania y la Unión Soviética y presenta una visión paralela a la de Bismarck de que una alianza rusa salvaguardaría a los prusianos en el este. En consecuencia, Bismarck señala al rey que el pacto militar con Rusia mantiene libre la espalda de Prusia. A la objeción del rey de que la prensa estaba del lado de Polonia, Bismarck respondió: "Los periódicos no son la nación. Hasta que los gritones decidan actuar, estaremos preparados. Se afilan la boca y tiran con papel. Afilaremos nuestros sables y dispararemos con fusiles de aguja". Bismarck intenta tranquilizar al rey con su desprecio por los medios de comunicación, que sirven a la propaganda nacionalsocialista contra las instituciones democráticas.
Originalmente, Bismarck estaba destinada a contener varias escenas antisemitas que se habrían centrado en la lucha de los judíos en Inglaterra contra Bismarck como fundador del Imperio Alemán. Esto habría colocado a Bismarck en línea con otras películas agresivamente antisemitas de 1940 (Los Rothschild, El judío Süß, Der ewige Jude). En la película sólo quedó un episodio antisemita: el fallido intento de asesinato del Bismarck por parte de un judío,Ferdinand Cohen-Blind, sin embargo, actuó por iniciativa propia y no, como se sugiere en la película, por órdenes inglesas.
La película retrata a Bismarck como un precursor de Adolf Hitler,y como un hombre importante que prevalece contra el mundo sólo con su voluntad y su genio como líder, para ayudar a su país a alcanzar la grandeza. Este motivo reaparece en Die Entlassung (1942), también de Liebeneiner, cuyo héroe es nuevamente Bismarck. En otras películas, Federico II el Grande asumió ese papel, por ejemplo en Der Choral von Leuthen (1933) de Carl Froelich, Der alte und der junge König de Hans Steinhoff (1935), Fridericus (1936) de Johannes Meyer y Der große König (1936) de Veit Harlan (1942). La estrella de Ufa, Emil Jannings, interpretó al médico Robert Koch en 1939, su colega Werner Krauss asumió  el papel de Paracelso en 1943, Hans Albers interpretó al famoso colonizador Carl Peters en 1941.  Sin embargo, Moltke también es un "hombre importante" y seguro de sí mismo en la película. Triunfa en la batalla de Sadowa como si fuera una partida de ajedrez; En la película no se muestra ni un solo soldado luchando.
El rodaje tuvo lugar del 10 de junio de 1940 a septiembre de 1940 en Plau, Viena, Bad Gastein, Berlín  y Potsdam. En el distrito de Babelsberg de Potsdam tuvo lugar el rodaje de escenas entre Guillermo I y Bismarck, que se rodaron en el lugar real de los hechos, las terrazas alrededor  del Palacio de Babelsberg en el parque de Babelsberg.

## Estreno
El estreno de la película, que fue clasificada como apta para menores, tuvo lugar el 6 de diciembre de 1940 en Berlín en el Ufa-Palast am Zoo. Después del final de la guerra, el Consejo de Control Aliado prohibió la proyección de la obra. Después de la fundación de la República Federal de Alemania, Bismarck no fue clasificada como película reservada, pero el autocontrol voluntario de la industria cinematográfica le otorgó una clasificación de edad de 18 años o más. Una copia de la película cuyo estreno estaba previsto en Estados Unidos llegó a Nueva York en la primavera de 1941. Aunque Estados Unidos todavía no estaba en guerra con Alemania, la aduana federal confiscó la obra por violación de aranceles y no se proyectó.
La obra recibió la calificación más alta de la Filmprüfstelle (Oficina de censuras de cine): “particularmente valiosa desde el punto de vista político y artístico”.

## Recepción
El Völkischer Observer, el periódico del NSDAP, consideró: “Bismarck despejó el camino hacia el Gran Imperio Alemán haciendo a un lado todos los estándares convencionales. Toda la plenitud humana que nos encierra la figura de Bismarck, el rostro leal e inteligente, el poder soberano del dialéctico de los discursos del parlamento estatal, así como la angustia del creador del imperio que lucha con su rey por su trabajo hasta el punto. de la tortura interior de la conciencia, la persona conmovedora de Bismarck y el monumento. Al mismo tiempo, Paul pudo obligar a Hartmann a asumir su papel. Y junto a él, sorprendente por la seriedad de su escrupulosidad y por la profundidad de su confianza en el hombre, se encontraba el severo y bondadoso rey de Prusia Wilhelm Friedrich Kayßlers. Incluso durante la proyección, el público no pudo contener su interés por esta película, sus aspectos artísticos, el esplendor de sus imágenes militares y la actualidad de su espíritu político. Siempre hubo un gran aplauso, que al final se convirtió en una larga ovación para Wolfgang Liebeneiner y los actores. La obra seguramente triunfará”.
Goebbels escribió en sus Tagebücher (diarios): 2 de agosto de 1940: “Vi una muestra de la película de Bismarck: logro absolutamente sobresaliente de Liebeneiner - 24 de septiembre de 1940: “Demandowsky muestra la película de Bismarck de Liebeneiner”. Buen consejo. Algunas pequeñas supresiones, pero por lo demás un éxito. Será un gran éxito.” - 4 de noviembre de 1940: “Terminada la película Bismarck de Liebeneiner. Un logro realmente grande. Estoy muy feliz con ello. Ahora también es políticamente bastante coherente. Será un gran éxito." - El 16 de noviembre de 1940, Goebbels mostró la película al Comisario del Reich para Noruega, Joseph Terboven, y al jefe de prensa, Dr. Dietrich y esposa. Escribió: “Vemos juntos la película de Bismarck, que despierta una gran admiración. Un buen lanzamiento.Liebendeiner puede estar orgulloso”.
El Lexikon des internationalen Films ve a Bismarck como una “película histórico-biográfica desde el nombramiento de Otto von Bismarck como primer ministro prusiano en 1862 hasta la paz preliminar de Nikolsburg en 1866”, que trata de retratar y atribuir al “Canciller de Hierro” el único mérito de la fundación del imperio alemán en 1871. El Lexikon reconoce la cuidadosa presentación así como el intento de construir “líneas de desarrollo hasta Hitler”.